# Antagonist (farmakologija)
Antagonist je tip receptorskog liganda ili leka koji ne izaziva biološki respons vezivanjem za receptor, nego blokira ili prigušuje agonist-posredovani respons. U farmakologiji, antagonisti imaju afinitet, ali ne efikasnost za njihove receptore. Njihovo vezivanje onemogućava interakciju i inhibira funkciju agonista ili inverznih agonista na receptorima. Antagonisti dejstvuju putem vezivanja za aktivna mesta, ili za alosterna mesta na receptorima. Oni isto tako mogu da interaguju na mestima vezivanja koja normalno ne učestvuju u biološkoj regulaciji aktivnosti receptora. Aktivnost antagonista može da bude reverzibilna ili ireverzibilna u zavisnosti od trajnosti kompleksa antagonista i receptora, što je uslovljeno prirodom veze između antagonista i receptora. Većina lekova koji su antagonisti ostvaruju svoju potentnost konkurišući endogenim ligandima ili supstratima na strukturno-definisanim mestima vezivanja na receptorima. Budući da antagonisti često ometaju normalne veze između neurona, njihova dugoročna, hronična primena je povezana sa smrću neurona, i vrlo jaki antagonisti se mogu smatrati toksičnim.

## Receptori
Biohemijski receptori su veliki proteinski molekuli koji mogu da se aktiviraju vezivanjem liganda (poput hormona ili leka). Receptori mogu da budu vezani za membranu, da se pojave na membrani ćelija, ili intracelularno, na primer na nukleusu ili mitohondrijama. Vezivanje je posledica nekovalentnih interakcija na mestima vezivanja na receptoru između receptora i njegovih liganda. Receptor može da sadrži jedno ili više mesta vezivanja za različite ligande. Vezivanje za aktivno mesto na receptoru direktno reguliše aktivaciju receptora. Aktivnost receptora takođe može biti regulisana vezivanjem liganda na druga mesta na receptoru, poput alosternih mesta vezivanja. Antagonisti dejstvuju putem sprečavanja agonist-indukovanih responsa receptora. To se može postići vezivanjem za aktivno mesto ili za alosterno mesto. Sem toga, antagonisti mogu da interaguju na mestima koja normalno ne učestvuju u biološkoj regulaciji aktivnosti receptora.
Termin antagonist je bio originalno korišten za opisivanje različitih profila efekata leka. Biohemijsku definiciju antagonista receptora su uveli Ariens i Stefenson 1950-tih. Današnja definicija agonista receptora je bazirana na modelu popunjenosti receptora. To sužava definiciju antagonizma na samo ona jedinjenja koja imaju suprotne aktivnosti na jednom receptoru. Za agoniste se smatra da uključuju pojedinačni ćelijski respons vezivanjem za receptor, i da tako iniciraju biohemijski mehanizam promena u ćeliji. Antagonist isključuju taj respons blokiranjem receptora. Ova definicija je takođe u upotrebi za fiziološke antagoniste, supstance koje imaju suprotne fiziološke efekte, ali dejstvuju na različite receptore. Na primer, histamin snižava arterijski pritisak putem vazodilacije dejstvujući na histaminski H1 receptor, dok adrenalin povišava arterijski pritisak vasokonstrikcijom posredovanom aktivacijom β-adrenergičkog receptora.